# Лошин
Лошин (на хърватски: Lošinj) е хърватски остров в Адриатическо море, в северната част на страната. В административно отношение влиза в състава на Приморско-горанска жупания.

## Общи сведения
Остров Лошин е разположен в залива Кварнер. Южно от него се намират островите на Средна Далмация, от които го отделя проливът Кварнерска врата. Западно от Лошин са островите Уние и Сусак, на север е остров Црес, а на изток – остров Паг. В южната част на острова има летище, а град Мали Лошин е свързан с континентална Хърватия с редовна фероботна линия.
Площта на Лошин е 74,68 км², дължината – 33 км, ширината от 200 м до 5 км, а дължината на бреговата линия е 112,2 км. Островът е със силно издължена форма от север на юг. Най-високата му точка е връх Телеврин (589 м).
Северната част на Лошин е гориста докато южната е по-равна и плодородна, с вечнозелена средиземноморска растителност. Най-често срещаните дървесни видове са мирта, дъб, лаврово дърво, бряст.

## История
Подобно на останалите острови в Адриатическо море, Лошин е обитаван от дълбока древност. При идването тук на римляните той бил наречен Апсорус. Следи от римски селища са открити близо до селата Свети Яков и Чунски.
За пръв път сегашното му име се споменава през 1384 г. по времето, когато той принадлежал на знатни родове от Осор, селище разположено по средата между островите Лошин и Црес. В древността двата острова били свързани, но римляните прокопали тесен плавателен канал на това място, а Осор се развивал като търговски и корабостроителен център и бил заселен с доста заможни фамилии. Към XV—XVI в. постепенно Осор западнал за сметка на разцвета на Вели Лошин и Мали Лошин.
В началото на XIX в. Наполеонова Франция и Австрия се борят за контрол над Далмация и през 1815 г. Лошин заедно с цялото далматинско крайбрежие преминава във владение на австрийците. Между двете световни войни е окупиран от Италия.
През 1945 г. влиза в състава на Югославия, което предизвиква масово изселване на италианското население. От 1991 г. след разпада на Югославия, островът е в състава на независима Хърватия.

## Население
Населението на Лошин възлиза на 9587 души (2011). Най-големите населени пунктове са Мали Лошин, Вели Лошин, Нерезине, Свети Яков, Чунски и Артатури.